# 塞考斯基S-97襲擊者直升機
塞考斯基S-97襲擊者（英語：Sikorsky S-97 Raider）是塞考斯基公司研發中的多用途高速偵查與攻擊直升機。此飛機的研發，源自於美國陸軍作戰需求的「武裝空中偵查計畫」（簡稱AAS），用來替代已經老舊的OH-58D戰搜直升機，並留有改裝其他任務的性能與空間餘裕。

## 研發過程
塞考斯基於2010年3月開始規劃此機種規格，並於2010年10月20日正式啟動此計畫。塞考斯基希望S-97除了回應美國陸軍AAS的需求，能順利取代OH-58D直升機外，也能成為下一代軍用多用途直升機的載台，特別是美國特種作戰司令部也對這種高速的直升機表現出極大的興趣，希望能取代他們手頭上的MH-6型特戰直升機。
S-97襲擊者，是塞考斯基與波音技術聯盟所推出的新世代直升機原型，特別值得注意的是其所使用的高速同軸逆轉搭配推進旋槳的構型。這種次世代直升機原本由美國陸軍提出需求，稱之為（JMR TD：Joint Multi-Role Technology Demonstrator programme 聯合多功能技術驗證計畫），目的是研發出能取代UH-60黑鷹與AH-64阿帕契直升機的次世代直升機技術，塞考斯基為此製作了X-2技術驗證直升機，集大成為S-97原型機。
襲擊者原型機已於2014年10月2日於佛羅里達的塞考斯基工廠做正式的記者發表會，並有望於同年底進行首飛。

## 設計構型

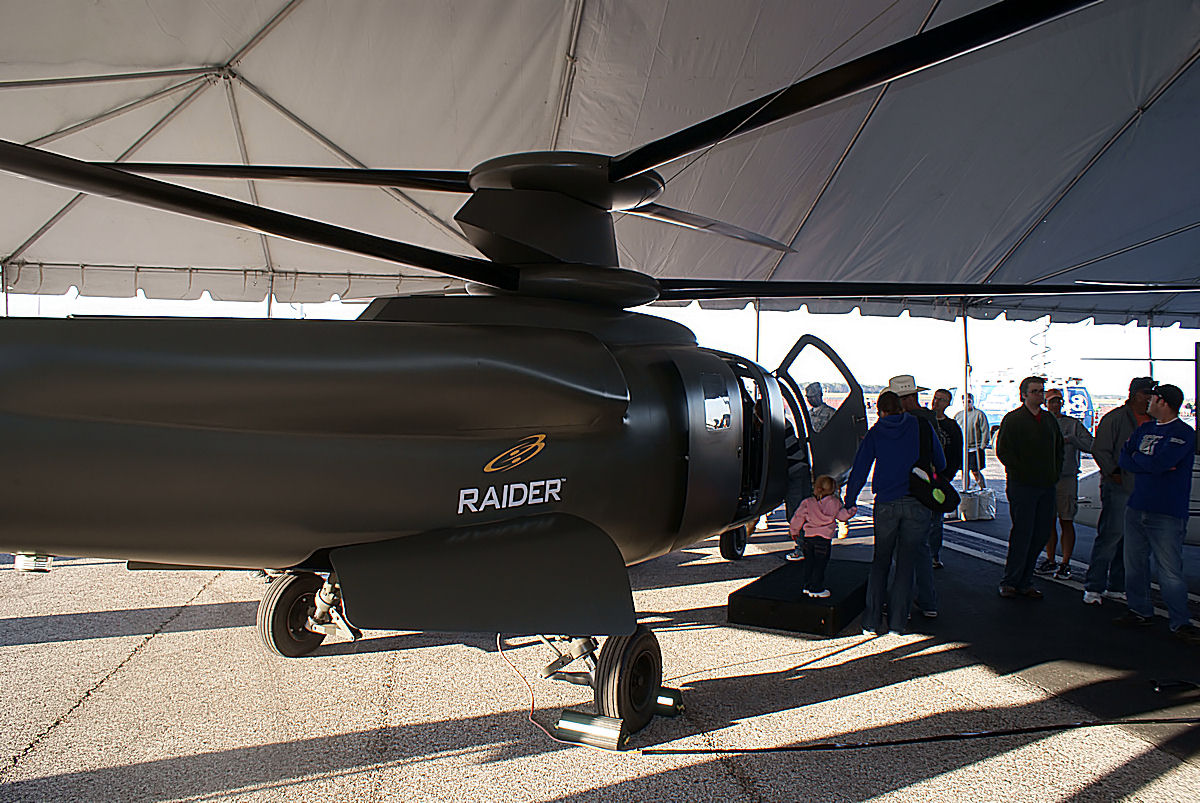

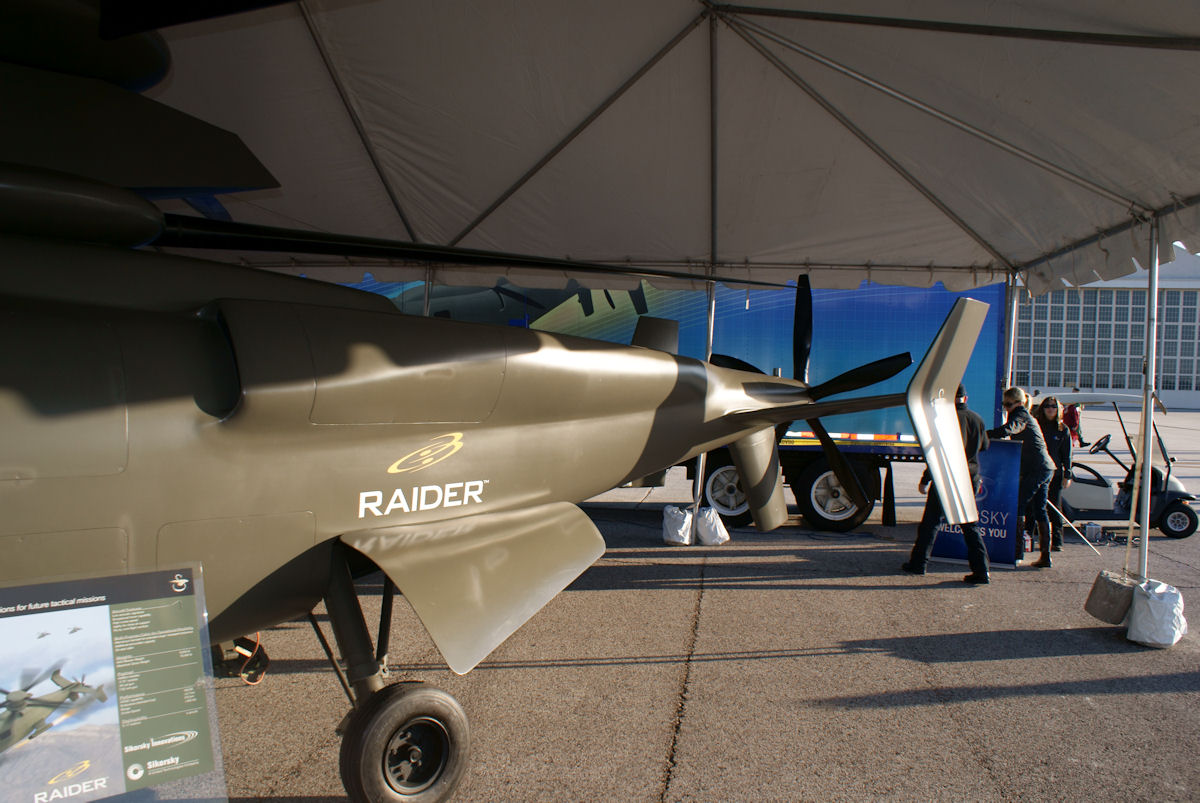

S-97襲擊者具備與同軸逆轉(共軸逆轉)主旋翼，上下兩層主旋翼均為四槳結構，並帶有一個六槳葉的尾部推進器。原型機規劃能搭載並列雙座的正副駕駛外加六名乘客。不過此計畫極具野心之處在於他預設也能不搭載任何成員，作為無人 偵查/攻擊機 使用。
目前原型機尚未搭載任何光電偵搜設備。
與塞考斯基的X2驗證機相同，現在S-97暫時搭載通用動力 YT706 渦輪軸發動機 (與 UH-60M 黑鷹相同),不過量產型預定搭載更強力的新型發動機。
對照它將取代的 OH-58D 直升機，S-97 襲擊者具有更快的速度(超過200節)，以及3g的持續機動能力，這都是以往直升機所不具備的高飛行性能。

## 相關
- Ka-50攻擊直升機
- Mi-28攻擊直升機

## 外部連結
- 塞考斯基官方網站
- （中文） S-97輕量化直升機